# هانسي لانغ
هانسي لانغ (بالألمانية: Hansi Lang)‏ (و. 1955 – 2008 م) هو ممثل، ومغني نمساوي، ولد في فيينا، توفي في فيينا، عن عمر يناهز 53 عاماً.

## جوائز
حصل على جوائز منها:

النيشان الذهبي لولاية فيينا

## وصلات خارجية
- هانسي لانغ على موقع IMDb (الإنجليزية)
- هانسي لانغ على موقع ميوزك برينز (الإنجليزية)
- هانسي لانغ على موقع ديسكوغز (الإنجليزية)
- هانسي لانغ على موقع قاعدة بيانات الفيلم (الإنجليزية)

- هانسي لانغ في قاعدة بيانات الأفلام على الإنترنت